# Portela (Penafiel)
Portela é uma povoação portuguesa do Município de Penafiel que foi sede da extinta Freguesia de Portela, freguesia que tinha 4,75 km² de área e 1 266 habitantes (2011), e, por isso, uma densidade populacional de 266,5 hab/km².
A Freguesia de Portela foi extinta (agregada) pela reorganização administrativa de 2012/2013, sendo o seu território integrado na então criada Freguesia de Termas de São Vicente.

## População
| População da freguesia de Portela | População da freguesia de Portela | População da freguesia de Portela | População da freguesia de Portela | População da freguesia de Portela | População da freguesia de Portela | População da freguesia de Portela | População da freguesia de Portela | População da freguesia de Portela | População da freguesia de Portela | População da freguesia de Portela | População da freguesia de Portela | População da freguesia de Portela | População da freguesia de Portela | População da freguesia de Portela |
| --------------------------------- | --------------------------------- | --------------------------------- | --------------------------------- | --------------------------------- | --------------------------------- | --------------------------------- | --------------------------------- | --------------------------------- | --------------------------------- | --------------------------------- | --------------------------------- | --------------------------------- | --------------------------------- | --------------------------------- |
| 1864                              | 1878                              | 1890                              | 1900                              | 1911                              | 1920                              | 1930                              | 1940                              | 1950                              | 1960                              | 1970                              | 1981                              | 1991                              | 2001                              | 2011                              |
| 853                               | 717                               | 750                               | 752                               | 846                               | 790                               | 834                               | 875                               | 963                               | 1 074                             | 1 056                             | 1 330                             | 1 327                             | 1 381                             | 1 266                             |

| Distribuição da População por Grupos Etários | Distribuição da População por Grupos Etários | Distribuição da População por Grupos Etários | Distribuição da População por Grupos Etários | Distribuição da População por Grupos Etários | Distribuição da População por Grupos Etários | Distribuição da População por Grupos Etários | Distribuição da População por Grupos Etários | Distribuição da População por Grupos Etários | Distribuição da População por Grupos Etários |
| -------------------------------------------- | -------------------------------------------- | -------------------------------------------- | -------------------------------------------- | -------------------------------------------- | -------------------------------------------- | -------------------------------------------- | -------------------------------------------- | -------------------------------------------- | -------------------------------------------- |
| Ano                                          | 0-14 Anos                                    | 15-24 Anos                                   | 25-64 Anos                                   | > 65 Anos                                    |                                              | 0-14 Anos                                    | 15-24 Anos                                   | 25-64 Anos                                   | > 65 Anos                                    |
| 2001                                         | 304                                          | 253                                          | 693                                          | 131                                          |                                              | 22,0%                                        | 18,3%                                        | 50,2%                                        | 9,5%                                         |
| 2011                                         | 262                                          | 166                                          | 679                                          | 159                                          |                                              | 20,7%                                        | 13,1%                                        | 53,6%                                        | 12,6%                                        |

Média do País no censo de 2001:  0/14 Anos-16,0%; 15/24 Anos-14,3%; 25/64 Anos-53,4%; 65 e mais Anos-16,4%
Média do País no censo de 2011:   0/14 Anos-14,9%; 15/24 Anos-10,9%; 25/64 Anos-55,2%; 65 e mais Anos-19,0%

## Património
- Capelas de São Gonçalo e da Torre
- Termas da Torre

## Tradições
Todos os anos, na noite de 17 de Janeiro, dezenas de habitantes da freguesia sobem até ao cume do monte de Santo Antão.
Chegados ao alto, os fiéis acendem uma fogueira e lançam foguetes em homenagem ao santo eremita, que ficou celebrizado na Igreja por se ter dedicado à contemplação religiosa.